# 王处回
王处回（？—951年），字亚贤，中国五代十国时期政权后唐和后蜀官员，为后蜀的全部两位皇帝孟知祥和孟昶担任枢密使。

## 家世
王处回的家世、生年都不详，彭城人氏。性格宽厚爱士，颇有机略。

## 后唐年间
王处回最初在后唐西川节度使孟知祥手下任中门副使。天成四年（929年），西川右都押牙孟容之弟为资州税官，监守自盗，论罪当死。王处回和观察判官冯璩为其求情，孟知祥拒绝了：“即使是我弟弟犯法，也不可饶恕，何况他人！”
长兴三年（932年），孟知祥的行营马步军都部署赵廷隐新败邻镇东川节度使董璋，导致董璋部将杀死董璋并以东川投降孟知祥。孟知祥前往东川军部梓州受降途中染重病。王处回服侍他，确保凡是给孟知祥的饭食，都吃完了（可能孟知祥吃不下的饭食都由王处回吃完），制造孟知祥病得没有实际那么重的假象，以安众心。不久，孟知祥康复。王处回被任为中门使。

## 后蜀年间
应顺元年（934年）正月，孟知祥建立后蜀，称帝。二月，任王处回为枢密使。
七月，孟知祥病重，遗诏托孤皇太子孟仁赞于司空同平章事赵季良、武信军节度使李仁罕、保宁军节度使赵廷隐、枢密使王处回、捧圣控鹤都指挥使张公铎、奉銮肃卫指挥副使侯弘实，驾崩。当时，秘不发丧，王处回在晚上开义兴门告知赵季良，哭泣不已，赵季良正色说，局势未稳，应该速立孟仁赞为新君。王处回收回眼泪并道歉。赵季良让王处回去见李仁罕并观察其态度，他俩都怀疑李仁罕可能不愿侍奉一位幼主。王处回到李仁罕家，李仁罕以武备相见，王处回因而没有以孟知祥死讯相告，宣遗诏让孟仁赞改名孟昶，在孟知祥柩前登基，然后发丧，其临变知大体若此。后因张公铎与孟昶近臣医官使韩继勋、丰德库使韩保贞、茶酒库使安思谦等都怀疑李仁罕，孟昶不久即在与赵季良、赵廷隐谋划后捕杀了李仁罕。《锦里耆旧传》称王处回与赵廷隐都请杀李仁罕。孟昶加王处回兼侍中，领武泰军节度使。和其他后蜀高级将官一样，王处回没有真正赴任武泰军，而是通过僚佐遥控之。
广政元年（938年），王处回兼武信军节度使，授宰相衔同中书门下平章事。
后蜀立国以来，节度使多领禁兵，或以其他职务留在成都，委托僚佐管治军镇，专事聚敛，政事败坏，百姓也无可申诉。孟昶了解到这一制度的弊端，进行改革。广政四年（941年），另授赵廷隐、王处回、张公铎检校官，剥夺节度使衔，改以文官任节度使。但七年（944年），孟昶不知何故又推翻了自己的改革，恢复了将相遥领节度使的制度，王处回受任遥领保宁军节度使。十年（947年）三月，翰林承旨李昊对王处回说固镇不可失，请求遣山南西道节度使孙汉韶率兵急攻由后晋余部掌控的凤州。孟昶命孙汉韶前来凤州行营。十二月，孟昶命王处回作书招降王处回的朋友凤翔节度使侯益，侯益归蜀，但很快又因害怕而入朝后汉。
王处回因身为勋旧，变得专权贪纵，卖官索贿，四方有馈赠的，先送礼给王处回，然后才送给朝廷。儿子王德钧（或作王德筠）也骄横，多行不法。广政十一年（948年）七月，高级宰相司空兼中书侍郎同平章事张业因腐败和被控谋反被杀，有人认为王处回也会被杀。但孟昶不忍杀王处回，建议他回家。王处回惶恐辞职，被罢黜为武德军（即东川）节度使兼中书令。八月，王处回告老，以太子太傅致仕。赵廷隐也致仕，至此后蜀故将旧臣皆退，孟昶开始亲理政事。王处回致仕后，孟昶认为枢密使权重难制，以卷帘使王昭远及普丰库使高延昭为通奏使知枢密使事，但事无大小一以委之，府库金帛恣其所取而不问。九月，孟昶因张业、王处回执政期间自己多受蒙蔽而设置匦函（举报箱），后改为献纳函。十四年（951年）夏四月，王处回卒。

## 轶事
王处回少年孤贫，还没当官时，相士周玄豹曾看着他说：“要宝精（珍惜自身精气）啊，你当大富。”于是王处回后来家资巨万，财货达到内廷的三分之二。后来居住成都时，有浓眉大鼻、布衣褴褛的道士朱桃椎（《野人闲话》作王桃枝）来访，以剑拨土，取三粒花种种下，须臾形成三朵花，对王处回说：“这是仙人旌节花。是你的富贵之兆。”王处回果然后来历任三镇节度使，如其所言。

## 评价
- 《十国春秋》论曰：王处回处变之才，咸推屹然大臣，乃竟用奢纵败，何邪？